# Asura hilaris
Asura hilaris är en fjärilsart som beskrevs av Walker 1854. Asura hilaris ingår i släktet Asura och familjen björnspinnare. Inga underarter finns listade i Catalogue of Life.